# Clube de vôlei feminino AEK
O Clube de Voleibol Feminino do AEK é a seção de voleibol feminino do principal clube multiesportivo grego AEK. O clube foi fundado em 1995 e ganhou um Campeonato Grego (2011–12), uma Taça Grega (2022–23) e uma Supertaça Grega (2011–12).
Em 11 de março de 2023, o clube conquistou sua primeira Taça Grega contra o Panathinaikos em Arta. Este foi o terceiro título nacional de primeira linha para a seção feminina.

## História
O clube de voleibol feminino foi originalmente estabelecido em 1930, mas foi dissolvido após alguns anos. Foi re-fundado em 1995 após uma fusão com o grupo Alsupolis e participou pela primeira vez no campeonato local de Atenas. Nos seus primeiros anos, os departamentos de voleibol do AEK estavam baseados no fechado Leontios Hall em Patissia e, desde 1989, no histórico Georgios Mosos Hall.
O clube progrediu gradualmente para a A1 Ethniki. No entanto, não estava bem preparado para a principal divisão profissional e foi rebaixado. Na temporada 2003–04, o clube competiu na segunda liga profissional e foi promovido à A1 Ethniki após vencer a segunda liga profissional na temporada 2005–06.
Na temporada 2011–12, o AEK venceu a A1 Ethniki pela primeira vez em sua história contra o Panathinaikos.  Eles também ganharam a Supertaça Grega em 2011–12 contra o Olympiacos.

## Honras e títulos

### Competições nacionais
- A1 Etnias
  -  Vencedores (1) : 2011–12
  -  Vice-campeão (2) : 2012–13, 2013–14
- Taça da Grécia
  -  Vencedores (1) : 2022–23
  -  Vice-campeão (1) : 2023–24
- Supercopa da Grécia
  -  Vencedores (1) : 2011–12
- Primeira Liga Grega
  -  Vencedores (1) : 2019–20

### Competições europeias
Taça Challenge Feminina da CEV
- Quartas de final: 2011–12

## Ex-treinadores famosos
- Apóstolos Oikonomou
- Manolis Roumeliotis
- Yunus Okal

## Patrocínios
- Patrocinador principal: Escape Car Rentals
- Fabricante oficial de roupas esportivas: Macron
- Patrocinador oficial: Meridian Sport
- Emissora oficial: N/A